# The Quitter
Pour plus de détails, voir Fiche technique et Distribution.
The Quitter est un film américain réalisé par Richard Thorpe, sorti en 1934.

## Synopsis
Son diplôme d'université en poche, Russell Tilford informe sa mère Cordelia qu'il veut reprendre le journal familial pour le moderniser. Russell se plaint aussi de son jeune frère Eddie, dont l'intérêt pour Annabelle Hibbs, une "poule", lui cause préjudice pour ses fiançailles avec Diana Winthrop. Même si elle ne croit pas trop aux plans de Russell, Cordelia, qui a géré le journal depuis que son mari Ed a quitté la famille des années auparavant, lui donne carte blanche. Désireux d'impressionner Diana et son père, le Major Stephen Winthrop, Russell ferme la petite imprimerie, déménage dans de plus grands bureaux et abandonne le style provincial des articles rédigés par sa mère. 
Pendant ce temps, Ed, devenu un vagabond, arrive en ville et demande à Cordelia s'il peut voir ses fils. Comme elle leur a dit que leur père était mort en héros pendant la guerre, elle refuse. Ed reste néanmoins en ville avec son vieil ami Zack, un imprimeur qui travaille pour Cordelia. Finalement, avec l'argent que lui lègue Zack, il sauvera le journal de la faillite, et aidera Russell à le relancer. Puis, une fois les affaires remises en route, il repartira sur les routes.

## Fiche technique
- Titre original : The Quitter
- Réalisation : Richard Thorpe
- Scénario : Robert Ellis
- Photographie : M.A. Anderson
- Son : Pete Clark
- Production : George R. Batcheller
- Société de production : Chesterfield Motion Pictures Corporation
- Société de distribution : Chesterfield Motion Pictures Corporation
- Pays de production :  États-Unis
- Langue originale : anglais
- Format : noir et blanc — 35 mm — 1,37:1 — son Mono
- Genre : drame
- Durée : 68 minutes
- Date de sortie :
  - États-Unis : 5 février 1934

## Distribution
- Charley Grapewin : Ed Tilford
- Emma Dunn : Cordelia Tilford
- William Bakewell : Russell Tilford
- Barbara Weeks : Diana Winthrop
- Hale Hamilton : Major Winthrop
- Glen Boles : Eddie Tilford
- Mary Kornman : Annabelle Hibbs
- Lafe McKee : Zack
- Aggie Herring : Hannah
- Jane Keckley : Sœur Hooten
- Edward LeSaint : Travers